# Château de Veyrières
Le château de Veyrières est un château français situé en Auvergne, sur la commune de Sansac-de-Marmiesse, dans le département du Cantal.
Il fait l'objet d'une protection au titre des monuments historiques.

## Localisation
Ce château d'Auvergne a été construit en contrebas du bourg de Sansac-de-Marmiesse, village du quart sud-ouest du département du Cantal ; la Cère coule à moins de 200 mètres de l'édifice.

## Description
Placé au milieu d'une prairie, le château est composé de plusieurs éléments construits en maçonnerie de pierres brutes et couverts en lauzes. Un corps principal de quatre étages carrés fait office de donjon pouvant remonter au XIIIe siècle ; son couronnement a été modifié au XVIe siècle avec l'adjonction d'un chemin de ronde et de quatre échauguettes d'angle, puis réaménagé en 1730 avec l'ouverture de croisées et la création, au premier étage, de deux grandes pièces d'habitation, dont l'une présente un surplafond décoré de 32 caissons peints en camaïeu. Un second corps de logis rectangulaire de deux étages est accolé au premier ; flanqué de deux tours rondes aux angles extérieurs nord-est et sud-est, il présente des éléments de constructions postérieurs à 1587. Un autre corps de logis du XVIIe siècle de deux étages avec un comble mansardé, est appliqué sur le côté sud du précédent. Deux petites ailes en appentis ont été ajoutées au XIXe siècle.

## Historique
Le château fait l'objet d'une inscription partielle au titre des monuments historiques depuis le 30 octobre 1987 pour ses façades et toitures, ainsi que pour plusieurs éléments intérieurs (escalier avec couloir d'entrée ; cheminée de l'ancienne cuisine ; plafond peint du premier étage du donjon).

### Famille de Veyrières
Il existait deux seigneuries importantes à Sansac, celle de Marmiesse qui est la plus ancienne et dont le château a disparu, et celle de Veyrières dont l'origine correspond peut-être à une verrerie.
Une famille de Veyrières subsistait encore au XVe siècle. Les seigneurs de Veyrières les plus anciens connus sont successivement : 
- Bernard de Veyrières, mort entre 1092 et 1108.
- Bertrand de Veyrières, né vers 1270
- Guillaume de Veyrières, né vers 1300
- Guillaume de Veyrières, né vers 1360,
- Guillaume de Veyrières, damoiseau en 1404, et donc né vers 1385. Ce Guillaume s'appelait en fait Guillaume Claret de la Clarétie, et devint seigneur de Veyrières du chef de sa femme, une descendante de la famille Veyrières et héritière du fief éponyme. Les descendants de ce couple prirent le patronyme et les armes de la famille de Veyrières, et en premier lieu :
- Guillaume II de Veyrières, fils du précédent Guillaume, était seigneur de Veyrières et également coseigneur de Sansac de Marmiesse. Ses armes figurent dans l'armorial de Revel de 1450 : d'argent à un verre long de sable.
- Pons de Veyrières, fils du précédent et né vers 1440,
- Raimond de Veyrières, fils du précédent et né vers 1470.

Plus tard apparaissent deux frères :
- Jean de Veyrières, qui habitait le château, s'établit à Réquiran (commune actuelle de Laroquevieille) par suite de son mariage vers 1580 avec Césarine de La Roque, dame du lieu. Il a une fille Anne de Veyrières, qui suit, et un frère :
- Guyon de Veyrières, coseigneur de Veyrières, résidait à Sansac et il se trouve exproprié en 1601 par Astorg de Saint-Nectaire.
- Anne de Veyrière, fille et héritière de Jean, épouse Astorg de Saint-Nectaire, fils bâtard de François de Saint-Nectaire, prévôt du monastère de Montsalvy.

### Famille de Saint-Nectaire (1601)
- Astorg de Saint-Nectaire a épousé le 10 août 1587 Anne de Veyrières.

### Famille du Verdier de Marcilhac (1814)
- Antoine du Verdier de Marsillac (1746), fils de Charles du Verdier et de Marie-Marguerite de Montheil, dame de Marsillac, page de Louis XV, puis officier de chasseurs, s'est marié en 1788 à Mauriac avec Marianne Lacoste, sœur du conventionnel Jean-Baptiste Lacoste[2]. Son frère Charles du Verdier de Marcillac (1742-1807), marié à Jeanne-Josèphe Dubois de Boutary, de Montech[3]. Ils achètent Veyrières en 1814 et ils auront quatorze enfants, dont six filles.
- Louis du Verdier de Marcillac (1898), leur fils, procureur du roi avant la Révolution de 1830, hérite de Veyrières.

### Famille Gard
- Georges Gard, ancien officier de d'artillerie, fils d'Auguste Gard, avocat, et de Marguerite d'Authier de Rochefort, s'est marié en 1949 avec Monique de Saint-Vincent, fille de Louis de Saint-Vincent et de Madeleine de Rivals-Mazère, propriétaire de Lamartinie, descendant de Charles du Verdier de Marcillac, seigneur de Boutary. Ils ont eu cinq enfants[4].

## Visites
L'intérieur du château ne se visite pas, mais le promeneur a accès au parc et peut faire le tour de la bâtisse.